# Vlaknica
Vlaknica je naseljeno mjesto u sastavu općine Srbac, Republika Srpska, BiH.

## Stanovništvo
| Vlaknica           |              |
| Godina popisa      | 1991.        |
| Srbi               | 236 (95,55%) |
| Hrvati             | 0            |
| Muslimani          | 1 (0,40%)    |
| Jugoslaveni        | 8 (3,24%)    |
| ostali i nepoznato | 2 ( 0,81%)   |
| ukupno             | 247          |